# Chevauchement d'un indicatif régional
Le chevauchement d'un indicatif régional (ou recouvrement d'un indicatif régional) est l'utilisation d'un nouvel indicatif régional dans une région géographique qui est déjà desservie par un ou plusieurs indicatifs régionaux existants. Il en résulte que deux ou plusieurs indicatifs régionaux desservent la même région.
Cette opération est faite lorsque la demande pour de nouveaux numéros de téléphone dans l'indicatif régional original ne peut pas être satisfaite à cause d'un épuisement des numéros de téléphone disponibles.
Cette pratique est courante dans le Plan de numérotation nord-américain.

Une autre façon de régler le problème d'épuisement des numéros de téléphone dans un indicatif régional est la scission d'un indicatif régional.